# Ponte trasportatore di Marsiglia
Il ponte trasportatore di Marsiglia (Pont transbordeur de Marseille in francese) era un ponte trasportatore che attraversava il porto vecchio della città francese.

## Storia
Ferdinand Arnodin per superare il problema del traffico sulle banchine del Porto Vecchio propose nel giugno 1899 al Ministero dei Lavori Pubblici il progetto di un ponte trasportatore. La struttura fu dichiarata di pubblica utilità l'8 marzo 1902. Al costruttore fu assegnata una concessione di 75 anni a fronte della copertura dei costi di realizzazione. I lavori di costruzione iniziarono nel 1903 e terminarono due anni dopo. Il ponte fu inaugurato il 15 dicembre 1905.
Il 22 agosto 1944 i tedeschi fecero saltare il ponte per bloccare il porto durante la liberazione di Marsiglia, ma solo la torre nord crollò in acqua. Il resto crollò il 1 settembre 1945, in seguito allo sparo di 400 kg di esplosivo.

## Descrizione
Il ponte era formato da due piloni alti 86,60 metri e del peso di 240 tonnellate ciascuno. A 52 metri sopra il mare, un impalcato di 239 metri collegava i due piloni. Una navicella di 120 m² e con una capacità di 20 tonnellate faceva la spola tra le due sponde in 1 minuto e 30 secondi.